# Ramon Arroyo Prieto
Ramon Arroyo Prieto (Bilbao, 1971) és un atleta basc, diagnosticat amb esclerosi múltiple, amb una extraordinària història de superació personal, la qual fou portada al cinema el 2016.

## Biografia
Després que el 2004 se li va diagnosticar esclerosi múltiple i el primer metge neuròleg que el va tractar, li va dir que no podria aconseguir arribat a córrer 100 metres, ell es va rebel·lar contra la malaltia i no va voler quedar-se reclòs a casa; molt al contrari, es va proposar començar a entrenar per tal de poder portar a terme diversos reptes personals en el món de l'atletisme. Després de quatre anys de negació va començar a veure la realitat d'una altra manera, quan va decidir córrer els seus primers 100 metres, des de casa fins a l'estació de metro, que van acabar sent l'inici d'una passió que el va portar a completar un Ironman. Animat pel seu amic i preparador físic, Julio Castells, va provar el triatló i es va "enganxar". A causa dels seus problemes físics, combinar el 'running' amb la natació i la bicicleta li era molt beneficiós, doncs evitava la sobrecàrrega muscular. Començà a estrenar amb distàncies curtes, però ben aviat, evolucionà cap a la llarga distància. Va ser així que, el 2013 a Calella, va aconseguir superar un Ironman (una prova atlètica consistent en 3,86 quilòmetres de natació, 180 quilòmetres de ciclisme i 42,2 quilòmetres de carrera a peu).
Tres anys després de superar aquell repte, el 2016 la seva història de superació personal va inspirar la pel·lícula 100 metres, del director Marcel Barrena i protagonitzat per Dani Rovira, Alexandra Jiménez i Karra Elejalde, amb l'objectiu de normalitzar aquesta malaltia degenerativa. Aquella pel·lícula i la seva vida arribaven a tots els racons del planeta. A Espanya es va estrenar en cinemes, però a la resta del món es va distribuir per Netflix per a la seva explotació internacional. La seva història ha donat visibilitat a una malaltia tan desconeguda com l'esclerosi múltiple.
Després d'aquell primer repte, ha participat en altres com la Marató de Nova York, dues vegades la Mitja Marató de Madrid, l'Ironman de Lanzarote (els segments de natació i ciclisme), l'Ironman 70.3 de Lanzarote i la Mitja Marato de Salou.

## Publicacions
- Arroyo Prieto, Ramón. Rendirse no es una opción: La emocionante historia de superación llevada al cine.  Amat Editorial, 2016. ISBN 978-84-9735-842-2.